# Schwäbische Zeitung

Logo der Website

Die Schwäbische Zeitung ist eine laut Untertitel unabhängige Tageszeitung für christliche Kultur und Politik, mit Unternehmenssitz in Ravensburg. Herausgeber ist das Medienhaus Schwäbisch Media, Schwäbischer Verlag GmbH & Co. KG Drexler, Gessler. Sie erschien erstmals am 4. Dezember 1945 in Leutkirch im Allgäu und ist eine der größten regionalen Abonnementzeitungen in Baden-Württemberg. Die verkaufte Auflage beträgt 127.692 Exemplare, ein Minus von 35,3 Prozent seit 1998. Bis zum Umzug nach Ravensburg im Januar 2013 war Leutkirch auch Sitz des Verlags und der Zentralredaktion. 2021 übernahm das Medienhaus Anteile des Nordkurier. Seitdem erscheinen beide Zeitungen unter demselben Dach, dem Medienhaus Schwäbischer Verlag (SV). Die Zeitungen werden durch ein gemeinsames Editorial Board geleitet.

## Geschichte

### Vorgeschichte
Im Jahr 1922 gründete der Verleger Franz Walcher eine genossenschaftliche Kooperation, den Verband oberschwäbischer Zeitungsverleger in Friedrichshafen. In der Zeit des Nationalsozialismus wurde der Verband in Donau-Bodensee-Zeitung umbenannt, Standort wurde ab 1943 Leutkirch. 1945 gründeten Verleger des Verbands den Schwäbischen Verlag mit der Schwäbischen Zeitung, die bisherigen Verleger schlossen sich meist wieder an. Gessler war es zusammen mit Wendelin Hecht, Max Drexler, Max Diederich und Franz Walchner im September 1945 gelungen eine Lizenz für die Herausgabe der Zeitung zu erhalten. Die Herausgabe der ersten Ausgabe verzögerte sich jedoch wegen Differenzen innerhalb der französischen Besatzungsbehörden, bis diese am 4. Dezember erscheinen konnte.

### Nachkriegszeit
In den Gründungsjahren nach Ende des Zweiten Weltkriegs wirkten führende Mitarbeiter der ehemaligen Frankfurter Zeitung mit (so der aus dem Landkreis Biberach stammende letzte Verlagsleiter der Frankfurter Zeitung, Wendelin Hecht, die Redakteure Johannes Schmid und Ernst Trip sowie der Schriftsteller Heinrich Schirmbeck). Der in Anlehnung an die Frankfurter Zeitung in Fraktur gesetzte Titel der Schwäbischen Zeitung geht auf den Einfluss dieser Männer zurück.
Bis Anfang der 1950er-Jahre bediente die Schwäbische Zeitung mit ihrer „interlokalen“ Ausgabe einen gewissen überregionalen Markt.
Nachdem die Zeitung Anfangs lediglich zweimal in der Woche (in der Regel Dienstags und Freitags) erschienen ist, 1949 eine weitere Ausgabe hin zu kam (in der Regel Dienstags, Donnerstags und Samstags), gab es im Jahr 1952 erstmals jeden Werktag eine Ausgabe (Montag bis Samstag).
In den 1960er Jahren wurde Georg von Waldburg zu Zeil und Trauchburg Anteilseigner.
Von 1963 bis 1988 führte der Theodor-Wolff-Preis-Träger Chrysostomus Zodel, der zuvor Chefredakteur der Stuttgarter Nachrichten gewesen war, das Blatt. Bis in die 1990er-Jahre gingen zahlreiche Journalistenpreise (vgl. z. B. Theodor-Wolff-Preis, Wächterpreis der deutschen Tagespresse) an Journalisten der Schwäbischen Zeitung. Eine Reihe von national bedeutsamen Journalisten wie Thilo Bode (sen.), Ulrich Ritzel, Hartmut Paeffgen, Bernhard Hermann, Wolf-Dieter Ebersbach oder Frank Plasberg starteten hier ihre Karrieren.
Negative Berühmtheit erlangte der langjährige Leiter der Schramberger Lokalredaktion Julius Viel (1918–2002) durch seine im „Ravensburger Kriegsverbrecherprozess“ offengelegte NS-Vergangenheit.

### Neuausrichtung

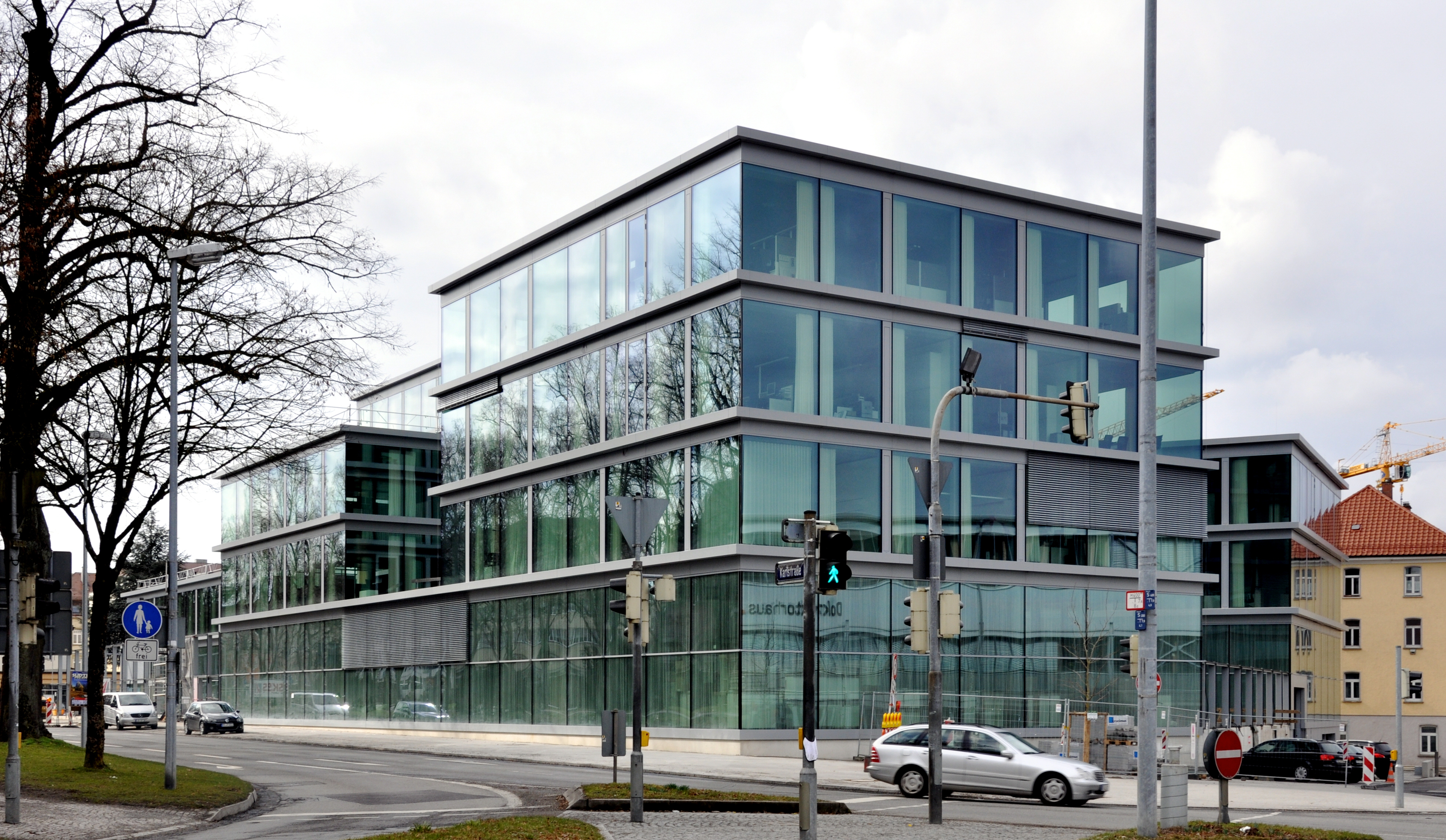
Die Zentrale der Schwäbischen Zeitung in Ravensburg, 2013

Geschäftsführer Udo Kolb wandelte in den 90er-Jahren die Kommanditgesellschaft in eine GmbH um. Die Kleinverlage wurden von der Zentrale übernommen.
Von 1997 bis 2007 war Joachim Umbach, der zuvor sieben Jahre lang stellvertretender Chefredakteur der NRZ (Neue Rhein/Ruhr Zeitung) in Essen gewesen war, Chefredakteur. Umbach steht für eine Neuausrichtung der Schwäbischen Zeitung, oder – nach Ansicht seiner Kritiker – für deren Niedergang.
Unter Umbachs Regie wurde die Zentralredaktion verkleinert und das Blatt optisch sowie inhaltlich neu ausgerichtet. Von Seiten des Verlags wurde der Abbau der Redakteursstellen mit Anzeigenrückgängen und der „schwierigen wirtschaftlichen Situation der Tageszeitungen“ begründet. Umbach führte das SZ-Forum ein, das regelmäßig Personen aus Politik und Gesellschaft auf Podiumsveranstaltungen vorstellt.
Die Umgestaltung der Zeitung, die sich seit 1997 vollzog, wurde von den Lesern begleitet durch Protestaktionen und Lichterketten, wie im Dezember 1998 in Leutkirch (fristlose Kündigung des Kirchenredakteurs Joachim Rogosch wegen angeblich ehrverletzender Äußerungen über den Verlag), im März 2002 in Biberach an der Riß (Kündigung des langjährigen lokalen Redaktionsleiters Gunther Dahinten und von Roland Reck, angeblich auf Druck des Landrats Peter Schneider) sowie 2004 im Schwarzwald (Einstellung der Lokalteile Rottweil und Schramberg) und in Ulm (Einstellung des Lokalteils).
Die Neuausrichtung der Redaktion ging einher mit der Neuorganisation des Verlagshauses. Der Schwäbische Verlag übernahm nach und nach alle seine Lokalverlage, die zunächst weitgehend selbständig agiert hatten. Zuletzt verlor 2004 der Ehinger Lokalverlag Feger seine Selbständigkeit.
Von Januar 2008 bis 2011 führte Ralf Geisenhanslüke (zuvor stellvertretender Chefredakteur der Glocke in Oelde, Westfalen) die Redaktion. In dieser Zeit hat die Schwäbische Zeitung in Zusammenarbeit mit KircherBurkhardt Struktur- und Layoutveränderungen vollzogen. Dafür erhielt sie einen der „Awards of Excellence“ beim European Newspaper Award 2011. Zudem wurde der Online-Auftritt SZon.de in Schwäbische.de umbenannt. Der Name SZon war elf Jahre zuvor, im Jahr 2000, von dem damaligen Online-Geschäftleiter Frank Hendrik Hortz eingeführt worden.
Von Mitte 2011 bis März 2022 war Hendrik Groth Chefredakteur der Schwäbischen Zeitung. Groth war seit 1990 als Journalist in verschiedenen Positionen aktiv. Unter anderem war er in mehreren dpa-Büros und als stellvertretender Nachrichtenchef der Süddeutschen Zeitung tätig. Von 2003 bis 2007 hatte er die Position des stellvertretenden Chefredakteurs bei der Westdeutschen Allgemeinen Zeitung (WAZ) inne. Danach arbeitete Groth als Konzernrepräsentant der ThyssenKrupp AG in Südamerika. Von 2012 bis 2017 gehörte Christoph Plate als Stellvertreter von Groth zur Chefredaktion. Plate war von 1993 bis 2002 Afrika-Korrespondent mit Sitz in Nairobi. Er arbeitete dort für den Spiegel, die Berliner Zeitung und die Neue Zürcher Zeitung (NZZ). Von 2002 bis 2012 arbeitete er als Auslandsredakteur bei der NZZ am Sonntag.

### Nach Hendrik Groth
Nach Groths Ausscheiden wurden im April 2022 Jürgen Mladek und Andreas Müller seine Nachfolger und übernahmen gleichberechtigt die Chefredaktion, Steffi Dobmeier übernahm gleichberechtigt den Digitalbereich. Mladek kam auf Wunsch von Lutz Schumacher zur Schwäbischen Zeitung, der vor ihm beim Nordkurier Chefredakteur gewesen war. Er war in Buchen im nördlichen Baden-Württemberg aufgewachsen, wo er auch bei den Fränkischen Nachrichten volontierte. Nach Stationen u. a. als Chefreporter bei der „B.Z.“ und stellvertretender Chefredakteur des Berliner Kurier kam er 2011 zunächst als Redaktionsleiter für Vorpommern zum Nordkurier, wechselte dann in die Chefredaktion und war seit 2019 Chefredakteur des Blattes. Unter seiner Leitung gewann die Zeitung zahlreiche European Newspaper Awards sowie verschiedene Auszeichnungen, darunter den renommierten Lokaljournalistenpreis der Konrad-Adenauer-Stiftung. Mladek starb überraschend am 10. Juli 2024, Nachfolger Mladeks in der Leitung der Redaktion wurde Gabriel Kords, der vom Nordkurier wechselte und dort durch Philippe Debionne abgelöst wurde.
Seit 2024 ist Jan David Sutthoff, der zuvor Chefredakteur von Nius war, für die digitalen Plattformen aller vier Zeitungen in der SV Gruppe verantwortlich.
Seit September 2019 wirkt Hassan Al Mohtasib als verantwortlicher Kommunikationsdesigner für die Schwäbische Zeitung und betreut dort seither sowohl die gedruckte Tageszeitung als auch deren online-Version.
Armin Petschner-Multari, Luisa Neubauer und Dario Schramm wirken ebenso als Kolumnisten wie Caroline Bosbach, Manuel Ostermann und Carla Reemtsma.
Die Onlineausgabe wurde allgemein zugänglich gemacht, die Bezahlschranke wurde abgeschafft.

## Auflage und digitale Nutzerzahlen
Die Print-Ausgabe der Schwäbischen Zeitung hat wie die meisten deutschen Tageszeitungen in den vergangenen Jahren an Auflage eingebüßt. Die verkaufte Auflage ist in den vergangenen 10 Jahren um durchschnittlich 2,5 % pro Jahr gesunken. Im vergangenen Jahr hat sie um 8,5 % abgenommen. Sie beträgt gegenwärtig 127.692 Exemplare. Der Anteil der Abonnements an der verkauften Auflage liegt bei 95,8 Prozent.
Die Zahl der digitalen Nutzer der Medienmarke dagegen steigt konstant, zuletzt besuchten mehr Menschen die digitalen Kanäle als je zuvor.

## Verbreitungsgebiet und Mitbewerber

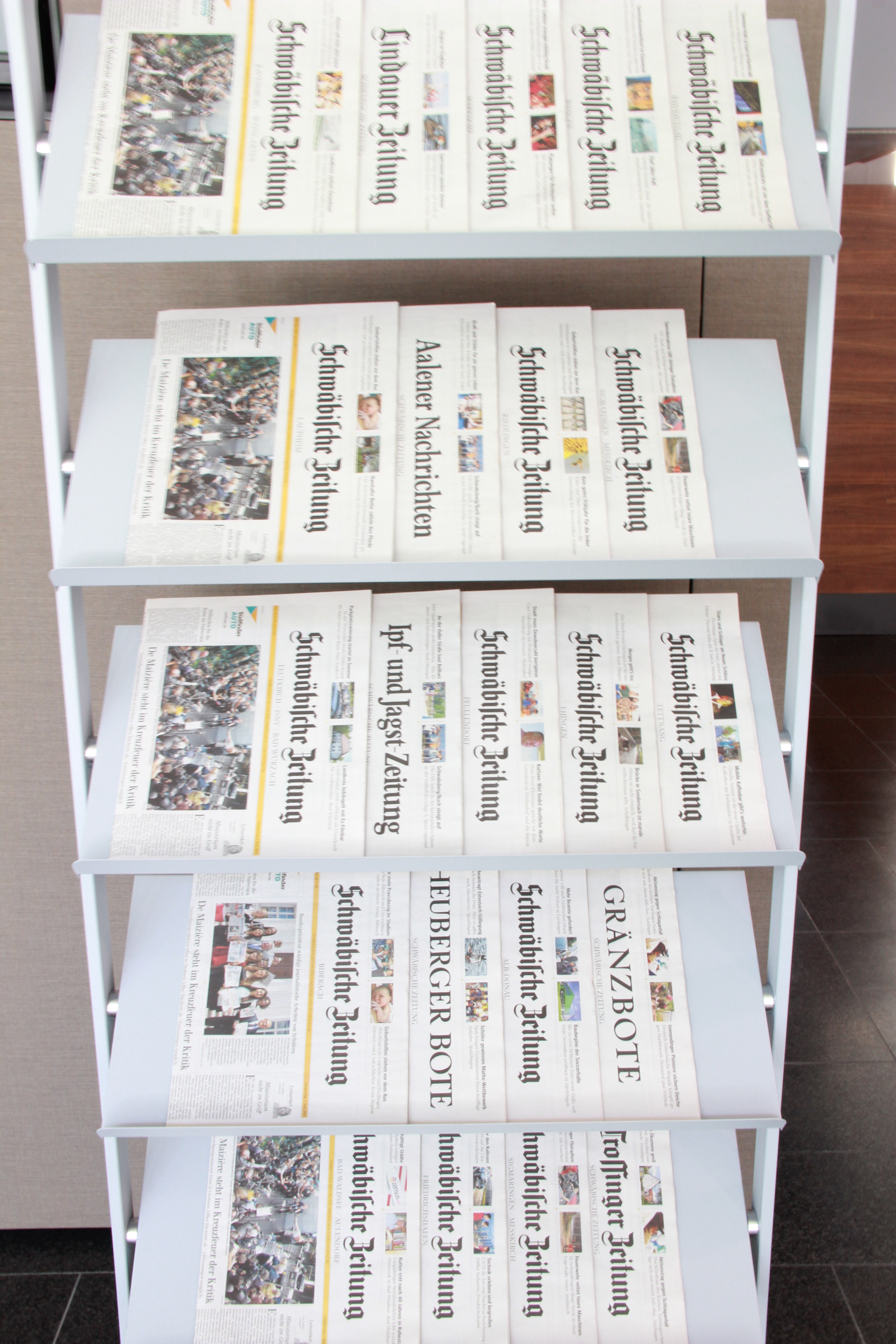
Alle Lokalausgaben der Schwäbischen Zeitung

Mit 19 Lokalausgaben deckt die Schwäbische Zeitung ein Verbreitungsgebiet ab, das von Ellwangen im Norden und Lindau im Süden bis nach Tuttlingen im Westen und Laupheim und Leutkirch im Osten reicht. Darüber hinaus gibt das Medienhaus Schwäbischer Verlag die regionale Wochenzeitung Südfinder mit einer Auflage von rund 500.000 Exemplaren, weitere lokale Anzeigen- und Amtsblätter sowie unterschiedliche Magazine heraus.
Einige Konkurrenzsituationen gibt es in der Peripherie des Verbreitungsgebietes: durch die Südwest Presse im Alb-Donau-Kreis (Ehingen und Laichingen) bzw. durch deren Kopfblatt Schwäbische Post im Ostalbkreis, seit der Übernahme des Zollern-Alb-Kurier 2023 auch im Zollern-Alb-Kreis sowie durch den Südkurier im Landkreis Tuttlingen sowie im Bodenseekreis und im Süden des Landkreises Sigmaringen.
Seit 2018 kooperieren Schwäbische Zeitung und Südwest Presse bei der Berichterstattung aus Berlin.

### Lokalredaktionen
Lokalredaktionen (und Kopfblätter) von Nord nach Süd: Ellwangen (Ipf- und Jagst-Zeitung), Aalen (Aalener Nachrichten), Laichingen, Ehingen, Balingen (Zollern-Alb-Kurier), Laupheim, Riedlingen, Biberach, Sigmaringen, Trossingen (Trossinger Zeitung), Spaichingen (Heuberger Bote), Bad Saulgau, Tuttlingen (Gränzbote), Bad Waldsee, Leutkirch im Allgäu, Ravensburg, Wangen im Allgäu, Tettnang, Friedrichshafen, Lindau (Lindauer Zeitung).

## Technische Daten
Die Zeitung hat seit 1966 das Rheinische Format mit einem Satzspiegel von 320 × 480 mm (Breite × Höhe). Sie ist im redaktionellen Teil sechsspaltig aufgebaut. Bei sogenannten Kollektiven oder Sonderveröffentlichungen liegt der Seite in der Regel eine siebenspaltige Seitenstruktur zugrunde, die sich an der Breite der sieben Anzeigenspalten orientiert. So kann es passieren, dass im unteren Teil einer lokalen Zeitungsseite ein siebenspaltiges Kollektiv steht und der darüberliegende (lokal-)redaktionelle Bereich sechsspaltig ist. Bis zur Umstellung im Jahr 1966 war die Zeitung im Berliner Format erschienen.

## Gesellschafter
Der Herausgeber der Schwäbischen Zeitung ist die Schwäbischer Verlag GmbH & Co. KG Drexler, Gessler. Deren persönlich haftende Kommanditisten sind: Hildegard Diederich, Andreas Drexler, Andreas Gessler, Martin Walchner und Erich Fürst von Waldburg zu Zeil. Bis Ende 1999 war dieser Komplementär der Firma Schwäbischer Verlag KG Drexler, Gessler in Leutkirch. Seit deren Umwandlung in Schwäbischer Verlag GmbH & Co. KG Drexler, Gessler im Jahr 2000 bestellte er als Gesellschafter den Vorsitzenden beziehungsweise stellvertretenden Vorsitzenden des Beirats. Georg von Waldburg zu Zeil und Trauchburg war laut kressreport der wichtigste Anteilseigner an der Schwäbischen Zeitung.
Über die anderen Anteilseigner ist in der Öffentlichkeit weniger bekannt, sie werden aber von der KEK publiziert.

## Kontroversen

### Boulevardisierung
2008 erschien das Buch Wir können alles. Filz, Korruption & Kumpanei im Musterländle von einem Autorenteam um Josef Otto Freudenreich, das von Korruption und Filz handelt und die Schwäbische Zeitung mit einem Kapitel bedenkt. Das Buch führte zu einem Gerichtsprozess der Schwäbischen Zeitung wegen drei Faktenfehlern des Buches, der mit einer Einigung der streitenden Parteien endete. Die Publikation attestierte der Schwäbischen Zeitung neben der Entlassung kritischer Redakteure und der Schließung von Regionalbüros ein Klima der Angst und „inhaltliche Verflachung“: Das einst christlich-konservative Blatt bewege sich immer stärker in Richtung gewinnbringendem Boulevard und weg von kritischem Journalismus.

### Rechtsruck-Vorwurf
Am 8. August 2024 strahlte SWR Aktuell einen Beitrag von Isabel Heine aus, in dem die Unzufriedenheit von Mitarbeitern wegen Stellenabbau und zunehmender Verunsicherung aufgrund der populistischen Ausrichtung dargestellt wurden. Philippe Debionne ließ durch seinen Rechtsanwalt die Bewertung seiner Beiträge als „affin“ für Rechtspopulismus oder die „Querdenker-Szene“ zurückweisen. Diese Stellungnahme wurde im aktualisierten Text von SWR aktuell am 21. August 2024 abgedruckt. Am selben Tag behauptete Josef-Otto Freudenreich, der selbst bei der Schwäbische Zeitung volontierte und später gegen sie prozessierte, in Kontext: Wochenzeitung (einer Beilage der Taz am Wochenende) einen „Rechtsruck“ der Schwäbische Zeitung.
Auch nach Ansicht von Nicholas Potter in der TAZ vom 24. August 2024 erfährt die Schwäbische Zeitung seit 2023 einen deutlichen Rechtsruck, was sich in Interviews mit umstrittenen Personen der rechten Szene und populistischen Texten zeigen würde. Dieser Wandel hin zu rechtspopulistischen Inhalten stieße sowohl bei den Mitarbeitenden als auch bei Lesern auf Kritik. Erwähnt werden Interviews mit Hans-Georg Maaßen und mit Maximilian Krah (Jan David Sutthoff) und Tino Chrupalla (Philippe Debionne).
In einer repräsentativen Umfrage unter 2000 Menschen in ganz Baden-Württemberg verortete die Mehrheit der Befragten die Schwäbische Zeitung dagegen in der politischen Mitte. 45 % der Befragten sehen das Blatt in der „politischen Mitte“ verortet. Für nur 14 % ist die Zeitung eher oder stark rechts geprägt, für 13 % sogar stark oder eher links ausgerichtet. 24 % der Befragten konnte die politische Verortung der Zeitung nicht einschätzen.
Die Verleger, dabei Erich Fürst von Waldburg-Zeil, sollen vom Kurs der Zeitung „voll überzeugt“ sein. Chefredakteur Gabriel Kords betont, es gebe „keinen insinuierten Kurswechsel“, er wolle lediglich die „gesamte Breite“ der Gesellschaft abdecken. Eine größere Fraktion plädiere für einen „anderen Umgang“ mit der AfD. Die bisherige Methodik von Politik und Medien und der Umstand, dass „überall dasselbe steht“, könne man unterschiedlich bewerten.

## Auszeichnungen
- „Awards of Excellence“ beim European Newspaper Award 2011
- Katholischer Medienpreis 2016. Für die Serie „Menschenwürdig leben bis zuletzt“ wurde die Schwäbische Zeitung mit dem Katholischen Medienpreis ausgezeichnet. In einer Artikelserie mit mehr als 40 Beiträgen in Mantel- und Lokalteilen, Online und im Regionalfernsehen hatte die Schwäbische Zeitung im Dezember 2015 in Zusammenarbeit mit dem Caritasverband der Diözese Rottenburg-Stuttgart Fragen um Krankheit, Sterben und Tod ausgeleuchtet.
- World Young Reader Prize 2016. Beim World Young Reader Prize des Weltverbands der Zeitungen und Nachrichtenmedien wurde im Herbst 2016 die Schwäbische Zeitung für ihr Engagement für Kinder und Jugendliche geehrt. Ausgezeichnet wurde die bundesweit einzigartige Kooperation zwischen der Schwäbischen Zeitung und dem Kinderhilfswerk der Vereinten Nationen UNICEF. Für das Projekt „Jugendliche übernehmen die Schwäbische“ übernahmen 15 Jugendliche aus der Region für zwei Tage die Redaktion.